# JS B2 911–918
Die zweiachsigen Personenwagen 2. Klasse der Gattung B2 mit den Nummern 911–918 der Jura-Simplon-Bahn (JS) waren ab 1902 im Einsatz.

## Geschichte
1902 liess die JS bei der Schweizerischen Industrie-Gesellschaft (SIG) acht zweiachsige Personenwagen der 2. Klasse  bauen. Die Wagen verfügten über je 40 Sitzplätze.
Bei der Verstaatlichung der Gesellschaft im Jahr darauf wurden die Wagen von den Schweizerischen Bundesbahnen (SBB) übernommen und bekamen die Nummer B 3501–3508. Wie lange die Wagen im Einsatz waren, ist nicht genau bekannt. Ein Exemplar ist erhalten geblieben.

## Wagen 915
Genauere Angaben sind zu dem erhaltenen Wagen Nr. 915 bekannt. Dieser war bis 1958 im Personenwagendienst als B 3505 im Einsatz, bevor er 1962 zu einem Bremsversuchwagen mit der Nummer X 91124 umgebaut wurde. 1974 bekam er die UIC-Wagennummer X 30 85 95 20 002-0, wurde aber bereits 1976 ausrangiert und dem Schrotthändler Solenthaler AG in St. Margrethen überlassen. Im September 1989 konnte er zusammen mit dem Gepäckwagen F107 der früheren Seetalbahn von der Historischen Eisenbahn Gesellschaft (HEG) in Lengnau übernommen werden. Derzeit (Stand Januar 2025) befindet er sich in der Restaurierung.

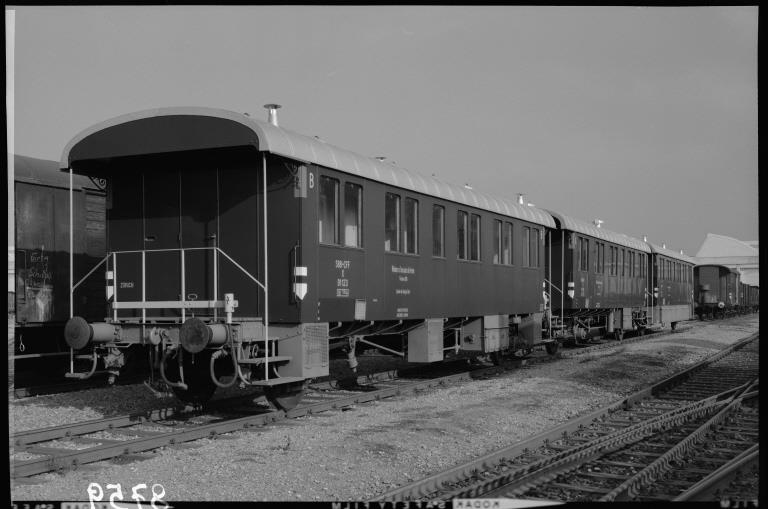
X 91124 zusammen mit zwei weiteren Bremsversuchwagen 1962
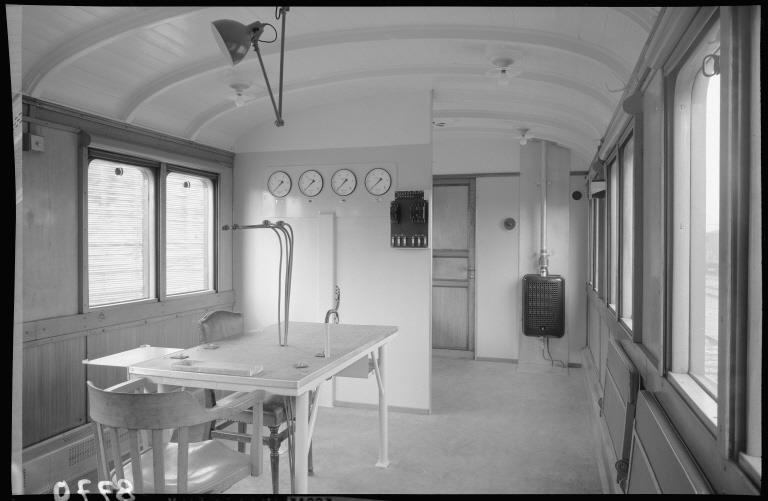
Inneneinrichtung des Wagens X 91124